# КамАЗ-4310
КамАЗ-4310 - вантажівка високої прохідності з колісною формулою 6х6 Камського автомобільного заводу, основна модель. Значна частина цих машин виготовлялася для радянської армії.

## Історія
В 1971 році представлено прототип КамАЗ-4310 з кабіною над двигуном, колісною формулою 6х6 і дизельним двигуном ЯМЗ-740 (допрацьований ЯМЗ-7Е641) потужністю 210 к.с.
З 1972 по 1978 рік виготовлено передсерійні модифікації з безкапотною кабіною без спального місця або з ним і двигуном ЯМЗ-740.
В 1979 році дебютувала серійна модель КамАЗ-4310 з двигуном КамАЗ-740 (модифікація ЯМЗ-740). Перша партія випущена в січні 1981 року до XXVI з'їзду КПРС.
В 1984 році модель КамАЗ-4310 модернізували, встановивши довший передній бампер.

## Опис
Трансмісія забезпечує повний привід, реалізована на базі МКПП і роздавальної коробки.
Привід постійний повний
Мости забезпечені механічно блокуємими диференціалами.
Коробка передач п'ятиступінчаста, з синхронізаторами на II, III, IV і V передачах.
Роздавальна коробка з двоступінчастим редуктором і циліндровим міжосьовим диференціалом планетарного типу, який розподіляє крутний момент між постійно включеним переднім мостом і мостами заднього візка у відношенні 1: 2.

## Модифікації
- КамАЗ-4310 - базова модель з двигуном КамАЗ-740.10-20 потужність 210 к.с., (1981-1989).
- КамАЗ-43101 - модернізована версія КамАЗ-4310 з двигуном КамАЗ-740.10-20 потужність 220 к.с., (1989-1995).
- КамАЗ-43105 - подовжена версія КамАЗ-4310 з двигуном КамАЗ-740.10 потужність 210 к.с., (1981-1989).
- КамАЗ-43106 - модернізована версія КамАЗ-43105 з двигуном КамАЗ-740.10-20 потужність 220 к.с., (1989-1995).
- «Тайфун-1» - спеціальний броньований автомобіль, створений на базі шасі КамАЗ-4310, призначений для доставки особового складу підрозділів особливого призначення силових відомств до місця проведення спеціальних, антитерористичних і військових операцій, а також безпосередньої участі в них.
- КамАЗ-С4310 - спортивна модель для участі в ралі-рейдах. Стандартний двигун КамАЗ-740 потужністю в 210 к.с. був форсований до 290 к.с. за рахунок установки турбокомпресорів і збільшення подачі палива. Крім цього, на гоночну вантажівку були встановлені поршні зі зміненим профілем, гасителі крутних коливань, була модернізована система мастила, в систему охолодження були встановлені вязкостна муфта і вентилятор зі збільшеною продуктивністю. У ходову частину на машину були встановлені більш жорсткі ресори і спеціальні амортизатори. Після проведених ходових випробувань, що виявили дефект балансування тривісного вантажівки - при приземленні після чергового стрибка, автомобіль бився то середнім, то заднім мостом - на середній міст автомобіля були встановлені відтяжні пружини від звичайного культиватора.